# Volta a Llombardia 2008
La Volta a Llombardia 2008, edició número 102 de la clàssica ciclista Volta a Llombardia, es disputà el 18 d'octubre del 2008. Damiano Cunego aconseguí la seva quarta victòria de la temporada i tercera de la seva carrera al Volta a Llombardia, segona consecutiva.
Cunego atacava dins el gran grup a manca de 15 km en el descens del Civiglio, podent resistir l'intent del gran grup d'agafar-lo i arribant en solitari al passeig marítim de Como. Janez Brajkovic, de l'Astana finalitzava segon a 24 segons, seguit per Rigoberto Urán del Caisse d'Epargne.

## Classificació final
|    | Ciclista          | Equip                          | Temps      |
| -- | ----------------- | ------------------------------ | ---------- |
| 1  | Damiano Cunego    | Lampre                         | 5h 37' 04" |
| 2  | Janez Brajkovic   | Astana Qazaqstan Team          | + 24"      |
| 3  | Rigoberto Urán    | Caisse d'Epargne               | m. t.      |
| 4  | Giovanni Visconti | Quick Step                     | + 33"      |
| 4  | Karsten Kroon     | Team CSC Saxo Bank             | m. t.      |
| 6  | Mauro Finetto     | CSF Group-Navigare             | m. t.      |
| 7  | Chris Horner      | Astana Qazaqstan Team          | m. t.      |
| 8  | Stefano Garzelli  | Acqua & Sapone – Caffè Mokambo | m. t.      |
| 9  | Morris Possoni    | Team Columbia                  | m. t.      |
| 10 | Francesco Failli  | Acqua & Sapone – Caffè Mokambo | m. t.      |